# 生野涼介
生野涼介（いくの りょうすけ）は、日本の映像作家。主にモータースポーツ、バイク・トライアル（以下トライアル）の番組を得意とするTVディレクター及びカメラマン。1958年6月、山口県下松市生まれ。A型。父親の転勤のため北海道室蘭市、神奈川県川崎市、東京都江東区を経て現在は横浜市在住。自己のオフィス名は「映像工房クエスチョン」。

## 略歴
- 成城大学在学中は「漫画研究会」（通称・漫研）創立者の1人として活躍。
- 大学卒業後、テレビ番組制作会社(株)オフィス・トゥー・ワンに20年勤務。日本テレビ系列番組「久米宏のTVスクランブル」（第15回テレビ大賞優秀番組賞受賞/第1回ATP賞最優秀賞受賞）のディレクター、フジTV系列番組「TVハッカー」演出などを経てテレビ朝日報道番組「ニュースステーション」のディレクター、のちにアシスタントプロデューサーを経験する。医療ドキュメンタリーシリーズ「久米宏のがん戦争」などドキュメントドラマ演出も得意とし数々の番組を制作した。
- 当時自身がトライアルバイクに乗っての走行を趣味としていたところ、バイクの師匠である工藤靖幸（やすゆき）選手を弟子たち一同で励まそうということになり、ウィリー走行世界記録に挑戦してもらう。その挑戦記録をドキュメンタリーとして制作し「ニュースステーション」番組内でオンエアしたことが人生の大きな転機となった。ちなみにその時工藤選手が樹立したウィリー走行331.019kmという世界記録をイギリスの記録雑誌ギネスブックに申請、以後この記録は破られていないため（2012年現在）そのまま毎年ギネスに掲載されている。工藤靖幸選手は瞬間接着剤アロンアルフアのCMで一躍お茶の間に知られたライダーで、ウィリー走行をして前輪を柱に当てて停止すると接着剤でバイクが倒れないというTVCMが好評を博した人物であった。彼が接着剤の東亞合成をスポンサーとしていたため、生野はその後全面的に東亞合成のイベント映像演出をしながらバイクトライアル映像作家として独立する経緯に至った。
- トライアルバイク専門誌「自然山通信」「ストレートオン」などで文章掲載のみならず「マントラの館（マンガトライアル）」などの4コママンガのレギュラーを持つ。
- TVスポーツ専門チャンネルスポーツ・アイESPNおよびJ SPORTSにてレギュラー制作番組を持ち、衛星一般放送「スカパー!プレミアムサービス」（旧・スカパー!）などで定期的に放映される「トライアル世界選手権」「全日本選手権」番組の制作演出、トライアルのDVDリリースを主な活動とする。また選手権等で選手たちと交流があり、生野涼介に自身のマニュアルDVD制作を頼むライダーも多い。4コマ漫画的な起承転結のある映像演出、ストーリー性を持たせた選手たちの映像は「ドキュメンタリーの枠を越えた楽しさが伝わってくる」と記述する者もいる。[1] トライアルがさかんなヨーロッパの選手たちの中には家族ぐるみで映像制作を頼んでくる場合もある。[2]本人は「専門はオフロードオートバイ、トライアルバイクではあるものの、バイク以外でも映像のチカラで人を幸せにすることが制作のモチベーションとなっている」と綴っている。[3]

## 番組制作
- 2004年「トライアル・デ・ナシオン（トライアル世界選手権大会）」 9月22日〜26日 スペイン 女子世界選手権、レディースワールドカップ、男子世界選手権
- 2005年「世界選手権最終戦」9月17日ベルギー、9月22日イタリア、9月23日女性個人戦、9月24日女子世界選手権、9月25日男子世界選手権
- 2006年「世界選手権最終戦」9月22日〜24日ベルギー、9月28日フランス、9月29日〜30日レディース、10月1日デナシオン男子
- 2007年マン島 9月29日〜女子トライアル・デ・ナシオン、9月30日男子トライアル・デ・ナシオン
- スコットランド・スコティッシュ6日間トライアル（スコティッシュ・シックス・デイズ・トライアル）略称（SSDT）
- 全日本トライアル選手権各大会

## 主なトライアルDVD＆映像制作
- スーパー全日本2012年全日本トライアル 第1戦〜4戦（R1・関東/R2・近畿/R3・九州/R4・北海道）
- TRIAL EVENT in the 2012 (R1・関東）
- All Japan trial convention in the 2011（R1・九州/R2・北海道〜成田匠×ランドネ/R3・中国〜工藤靖幸/R4・中部/R5・東北/MFJ認定表彰式）
- ルジャーンスクールNOW & Histriacal TL

- 世界スーパーKトリッカー対戦〜JNCCの公式DVDシリーズ（R1・サザンハリケーン大阪大会/R2・ワイルドボア鈴蘭大会/R3・ジョニエルG爺ヵ岳大会/R4・ビッグディア広島大会/R5・スプラッシュ月山大会/R6・ハイポイント菅生大会/R7・森羅AAGP（阿蘇））

- テッペントライアル（2011）
- 黒山健一トライアルテクニックバイブル1〜4（自然山通信）
- 藤波スクール「フジガススクール」〜HONDAライダーによるスクール（藤波貴久）
- 実戦！マシンメンテナンス（小川友幸＆三谷知明）
- バイクトライアル世界選手権（2006他）

- 出口隼飛選手プロモーション映像 hayato deguti promotion movie
- BETA（Evo2010 with 田中善弘選手、小川毅士選手）
- 東京MCショー野崎史高&滝口輝

## TV-CM制作
- スーパー全日本12（2012）
- JNCC（2012）